# James Bryant Conant

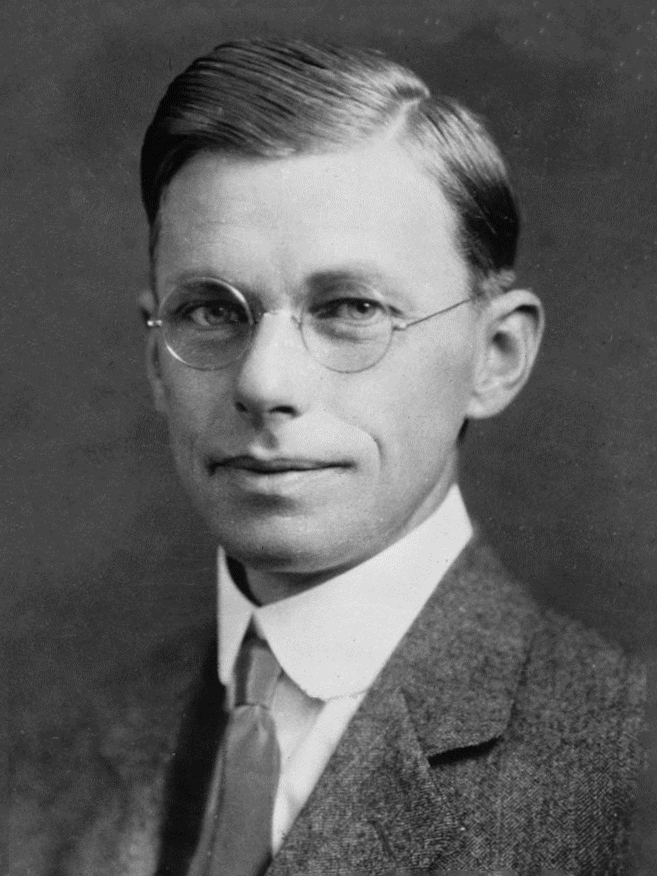
James Bryant Conant, 1932

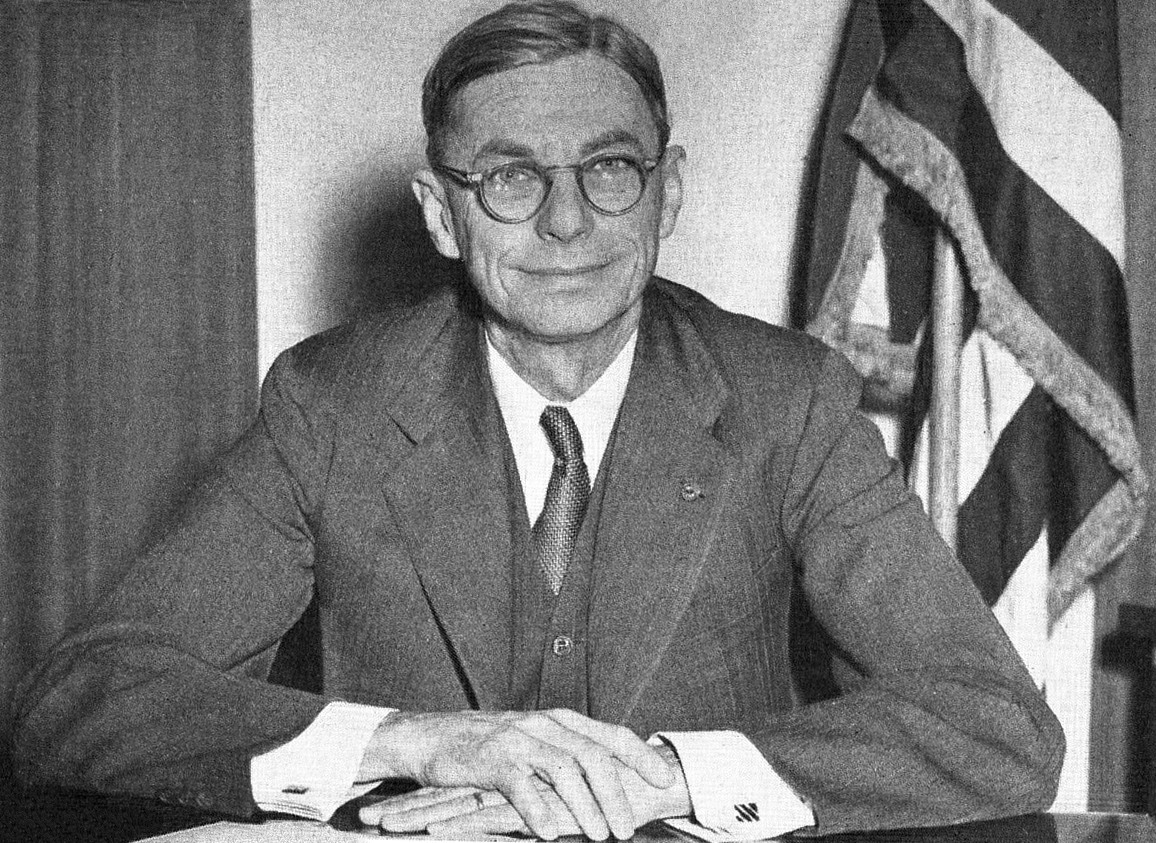
James Bryant Conant während einer Pressekonferenz in Berlin am 18. Februar 1953

James Bryant Conant (* 26. März 1893 in Dorchester, Massachusetts, USA; † 11. Februar 1978 in Hanover, New Hampshire) war ein US-amerikanischer Chemiker, Wissenschaftspolitiker und Diplomat. Als Direktor des National Defense Research Committee  und darüber hinaus auch Präsident der Harvard-Universität, war er zuständig für die Mobilisierung wissenschaftlicher Ressourcen im Zweiten Weltkrieg und damit vor allem für das Manhattan Project. Von 1953 bis 1957 war er zunächst Hoher Kommissar und dann Botschafter der USA in der Bundesrepublik Deutschland. 

## Leben und Werk
Nach seiner Schulausbildung in Boston studierte er Chemie an der Harvard-Universität und promovierte dort 1917 bei Elmer Peter Kohler und Theodore William Richards. Anschließend lehrte er an dieser Universität Physikalische und Organische Chemie. Conant war der Mentor von Thomas S. Kuhn und überzeugte ihn, von Physik in die Wissenschaftsgeschichte zu wechseln. 1927 führte er die Bezeichnung Supersäuren ein. 
Zwei Jahrzehnte, von 1933 bis 1953 war er Hochschulpräsident der Harvard-Universität. Hier führte er zahlreiche einschneidende Reformen ein, die auf eine leistungsorientierte Zulassung der Studenten abzielten. Diese Reformen wurden von zahlreichen US-Universitäten als vorbildlich angesehen und übernommen.
In den Jahren des Zweiten Weltkriegs und anschließend bis 1946 war er auch Vorsitzender des Nationalen Verteidigungsforschungsrats (National Defense Research Committee, NDRC) und trieb hier politisch mit seinem Freund Vannevar Bush, dem Direktor des Büros für wissenschaftliche Forschung und Entwicklung (Office of Scientific Research and Development, OSRD) das Manhattan-Projekt zur Entwicklung der ersten Atombombe entscheidend voran. Nach dem Kriegsende war er als Berater für die National Science Foundation und die Atomenergiekommission tätig.
Conant war in den 1950er Jahren Vorsitzender des Committee on the Present Danger (CPD), einer antikommunistischen Lobbyorganisation. Von 1953 bis 1955 wirkte er als US-amerikanischer Hoher Kommissar in Deutschland und von 1955 bis 1957 als erster Botschafter der USA in der Bundesrepublik Deutschland.

## Auszeichnungen und Mitgliedschaften
1924 wählte die American Academy of Arts and Sciences Conant zum Mitglied, 1929 folgte die National Academy of Sciences. 1932 wurde er für den Forschungsbereich Chemie in die Deutsche Akademie der Naturforscher Leopoldina aufgenommen.
Die Royal Society wählte ihn 1941 als Foreign Member zum Mitglied (Fellow). Die American Philosophical Society, deren Mitglied er seit 1935 war, zeichnete ihn 1943 mit ihrer Benjamin Franklin Medal aus. 1944 erhielt er die Priestley-Medaille der American Chemical Society und 1948 mit der Medal for Merit die damals höchste zivile Auszeichnung der USA. 1954 erhielt er die Ernst-Reuter-Plakette des Landes Berlin. Die Keiō-Universität verlieh ihm 1961 die Ehrendoktorwürde.

## Publikationen
- Harvard case histories in experimental science Practical Chemistry (1920, zusammen mit N.H. Black)
- Chemistry of Organic Compounds (1933)
- On Understanding Science (1948)
- Science and Common Sense. New Haven: Yale University Press (1951)
- Education and Liberty (1953)
- The American High School Today (1959)
- Slums and Suburbs (1961)
- The Education of American Teachers (1963)
- My Several Lives (1970)